# Teresa Sporrer

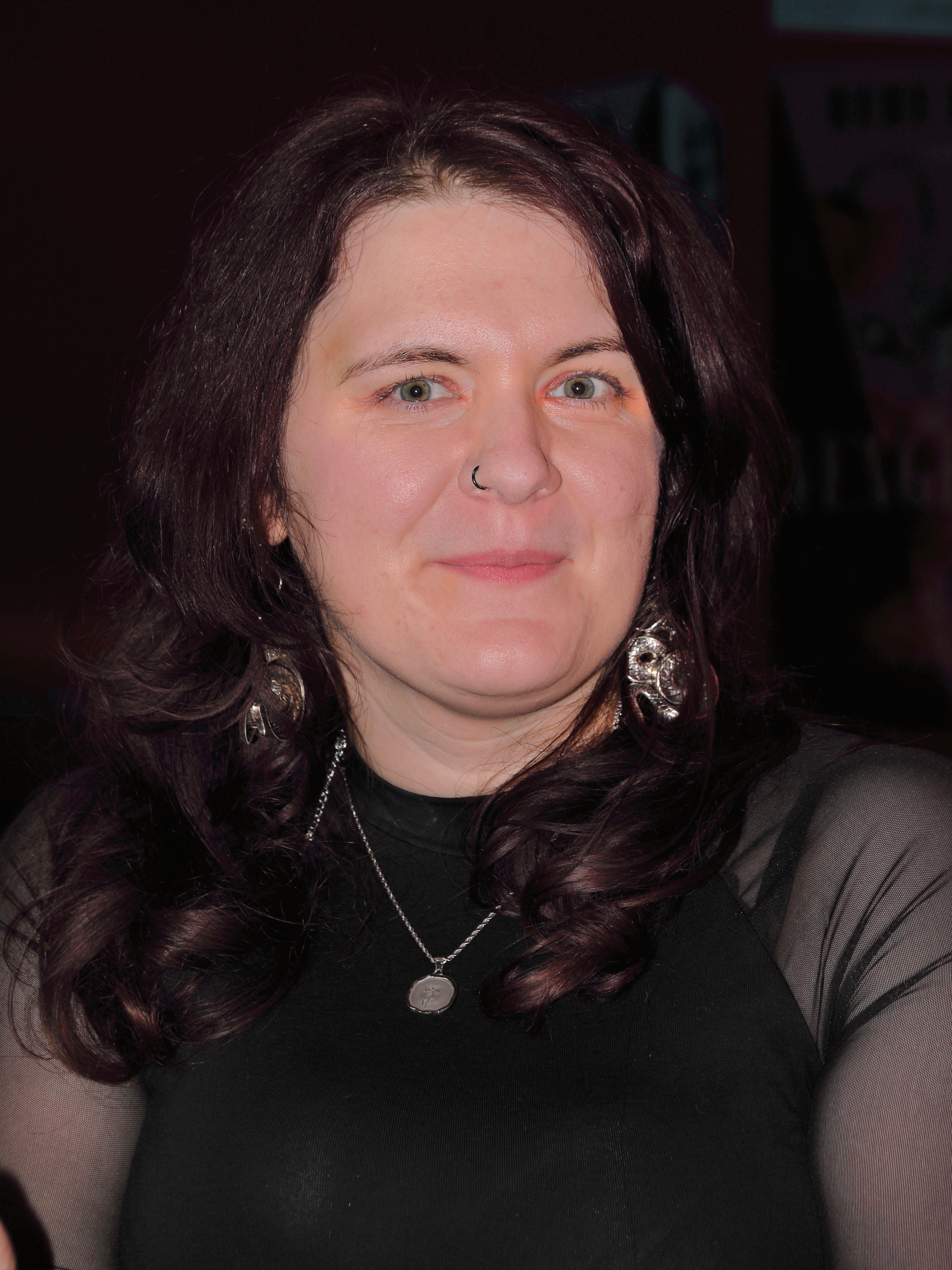
Teresa Sporrer (2024)

Teresa Sporrer (* 25. März 1994 in Braunau am Inn) ist eine österreichische Autorin.

## Leben und Werk
Teresa Sporrer studierte an der Paris Lodron Universität Salzburg Lehramt für Geschichte und Politische Bildung und Germanistik.
Seit 2013 hat sie zahlreiche Romane in den Genres Liebesroman und Fantasy veröffentlicht.
Sie ist Mitglied im Phantastik Autoren Netzwerk PAN.

## Werke
Rockstar-Reihe
- Verliebe dich nie in einen Rockstar, Impress, 2013, ISBN 978-3-551-30029-4.
- Blind Date mit einem Rockstar, Impress, 2013, ISBN 978-3-551-30030-0.
- Ein Rockstar kommt selten allein, Impress, 2014, ISBN 978-3-551-30190-1.
- Rockstar weiblich sucht, Impress, 2014
- Der Rockstar in meinem Bett, Impress, 2014
- Rockstars bleiben nicht zum Frühstück, Impress, 2015
- Rockstars küssen besser, Impress, 2015
- Rockstars kennen kein Ende, Impress, 2015
- Verliebe dich nie als Rockstar, Impress, 2018

Rockstar Spin-Offs
- Rock’N’Love, Impress/ Carlsen, 2016, ISBN 978-3-551-31665-3.
- Liebe ist wie ein Rocksong, Impress, 2019, ISBN 978-3-551-30178-9.
- Alles begann mit einem Rocksong, Impress, 2021, ISBN 978-3-551-30416-2.

Chaos-Trilogie
- Chaoskuss, Impress, 2016
- Chaosherz, Impress, 2016
- Chaosliebe, Impress, 2017

Dragon-Princess-Dilogie
- Dragon Princess 1 – Ozean aus Asche und Rubinen, Impress, 2020, ISBN 978-3-551-30316-5.
- Dragon Princess 2 – Inferno aus Staub und Saphiren, Impress, 2021, ISBN 978-3-551-30353-0.

Queen of the Wicked Dilogie
- Queen of the Wicked, Loomlight, 2022, ISBN 978-3-522-50783-7.
- Queen of the Wicked, Loomlight, 2023, ISBN 978-3-522-50800-1.

Einzelbände
- Unwritten Love, Planet!, 2024, ISBN 978-3-522-50835-3.